# Russell Athletic Bowl 2015
Match précédent Match suivant
Le Russell Athletic Bowl 2015 est un match de football américain de niveau universitaire  joué après la saison régulière de 2015, le 29 décembre 2015 au Orlando Citrus Bowl d'Orlando en Floride.
Il s'agissait de la 26e édition du Russell Athletic Bowl.
Le match a mis en présence les équipes des Tar Heels de la Caroline du Nord issus de l'ACC et des Bears de Baylor issus de la Big 12 Conference.
Il a débuté à 17h30 locale et a été retransmis en télévision sur ESPN.
Sponsorisé par la société de confection de vêtements sportifs Russell Athletic, le match fut officiellement dénommé le Russell Athletic Bowl.
Les Tar Heels de la Caroline du Nord gagnent le match sur le score de 38 à 49.

## Présentation du match
| Équipes                                                                                           | Conférences | Entraîneurs  | Stats. saison rég. | Classements avant le bowl CFP-AP-Coaches |
| ------------------------------------------------------------------------------------------------- | ----------- | ------------ | ------------------ | ---------------------------------------- |
| Tar Heels de la Caroline du Nord                                                                  | ACC         | Larry Fedora | 11-2               | #10/#11/#10                              |
| Bears de Baylor                                                                                   | Big 12      | Art Briles   | 9-3                | #18/#19/#17                              |
| Arbitre : John O'Neill (Big Ten) Équipe donnée favorite par les bookmakers : Baylor à 3 contre 1. |             |              |                    |                                          |

Il s'agit de la toute 1re rencontre entre ces deux équipes.

### Tar Heels de la Caroline du Nord
Avec un bilan global en saison régulière de 11 victoires et 2 défaites, North Carolina est éligible et accepte l'invitation pour participer au Russell Athletic Bowl de 2015.
Ils terminent 1er de la Coastal Division de l'Atlantic Coast Conference, avec un bilan en division de 8 victoires et aucune défaite.
À l'issue de la saison régulière 2015 (bowl non compris), ils seront classés #10 aux classements CFP et AP et #11 au classement Coaches.
À l'issue de la saison 2015 (bowl compris), ils seront classés #15 au classement AP et #15 au classement Coaches, le classement CFP n'étant pas republié après les bowls.
Il s'agit de leur 2e participation au Russell Athletic Bowl. Ils avaient gagné le Russell Athletic Bowl 1995 (dénommé à l'époque le Carquest Bowl) 20 à 10 battant les  Razorbacks de l'Arkansas.

### Bears de Baylor
Avec un bilan global en saison régulière de ? victoires et ? défaites, Baylor est éligible et accepte l'invitation pour participer au Russell Athletic Bowl de 2015.
Ils terminent 4e de la Big 12 derrière #5 Oklahoma, #20 Oklahoma State et #7 TCU, avec un bilan en division de 6 victoires et 3 défaites.
À l'issue de la saison régulière 2015 (bowl non compris), ils seront classés #17 au classement CFP, #18 au classement AP et #19 au classement Coaches.
À l'issue de la saison 2015 (bowl compris), ils seront classés #13 au classement AP et #15 au classement Coaches, le classement CFP n'étant pas republié après les bowls,
Il s'agit de leur 1er apparition au Russell Athletic Bowl.

## Résumé du match
Début du match à 17:40 heure locale, fin à 21:24 heure locale pour une durée totale de jeu de 3:44 heures
Température de 85 °F (29,5 °C), vent de sud de 8 milles par heure (13 km/h), ciel nuageux
| QT          | Temps       | Drive       | Drive       | Drive       | Équipe      | Description de l'action | Score | Score |
| QT          | Temps       | Jeux        | Yards       | TDP         | Équipe      | Description de l'action | NCU   | BU    |
| ----------- | ----------- | ----------- | ----------- | ----------- | ----------- | --- | ----- | ----- |
| 1           | 08:37       | 13          | 69          | 03:11       | NCU         | TD de 9 yards par TE Brandon Fritts à la suite d'une réception de passe de QB Marquise Williams + 1 point de conversion par K Nick Weiler       | 7     | 0     |
| 1           | 04:25       | 13          | 75          | 04:12       | BU          | TD à la suite d'une course de 6 yards par WR Lynx Hawthorne + 1 point de conversion par K Chris Callahan                                        | 7     | 7     |
| 1           | 00:15       | 6           | 83          | 01:53       | BU          | TD à la suite d'une course de 2 yards par RB Devin Chafin + 1 point de conversion par K Chris Callahan                                          | 7     | 14    |
| 2           | 12:28       | 9           | 26          | 02:47       | NCU         | FG de 32 yards par K Nick Weiler | 10    | 14    |
| 2           | 09:35       | 8           | 75          | 02:53       | BU          | TD à la suite d'une course de 11 yards par RB Johnny Jefferson + 1 point de conversion par K Chris Callahan                                     | 10    | 21    |
| 2           | 02:16       | 10          | 67          | 03:55       | BU          | TD à la suite d'une course de 27 yards par RB Johnny Jefferson + 1 point de conversion par K Chris Callahan                                     | 10    | 28    |
| 2           | 00:35       | 10          | 75          | 01:41       | NCU         | TD à la suite d'une course de 4 yards par QB Marquise Williams + 1 point de conversion par K Nick Weiler                                        | 17    | 28    |
| 3           | 11:45       | 9           | 75          | 03:15       | NCU         | TD à la suite d'une course de 1 yard par QB Marquise Williams + 1 point de conversion par K Nick Weiler                                         | 24    | 28    |
| 3           | 03:07       | 8           | 61          | 03:21       | BU          | TD à la suite d'une course de 3 yards par RB Terence Williams + 1 point de conversion par K Chris Callahan                                      | 24    | 35    |
| 3           | 02:04       | 1           | 80          | 00:14       | BU          | TD à la suite d'une course de 80 yards par RB Johnny Jefferson + 1 point de conversion par K Chris Callahan                                     | 24    | 42    |
| 3           | 00:47       | 6           | 75          | 01:17       | NCU         | TD de 27 yards par WR Bug Howard à la suite d'une réception de passe de QB Marquise Williams + 1 point de conversion par K Nick Weiler          | 31    | 42    |
| 4           | 10:24       | 13          | 75          | 05:23       | BU          | TD à la suite d'une course de 1 yard par RB Terence Williams + 1 point de conversion par K Chris Callahan                                       | 31    | 49    |
| 4           | 02:20       | 5           | 64          | 00:57       | NCU         | TD de 7 yards par TE/WRKendrick Singleton à la suite d'une réception de passe de QB Marquise Williams + 1 point de conversion par K Nick Weiler | 38    | 49    |
| Score final | Score final | Score final | Score final | Score final | Score final | Score final | 38    | 49    |

## Statistiques
| Statistiques par Équipes               | Statistiques par Équipes | Statistiques par Équipes |
| Statistiques                           | NCU                      | BU                       |
| -------------------------------------- | ------------------------ | ------------------------ |
| 1er downs                              | 28                       | 38                       |
| Conversion de 3e Down                  | 9/13                     | 10/17                    |
| Conversion de 4e Down                  | 0/0                      | 4/6                      |
| Jeux–yards                             | 72 jeux pour 487 yards   | 102 jeux pour 756 yards  |
| Yards à la course                      | 244                      | 645                      |
| Yards à la passe                       | 243                      | 111                      |
| Passes : Réussies-Tentées-Interceptées | 22/36, 1 Int.            | 10/18, 1 Int.            |
| Réussite en zone rouge/chances         | 5/6                      | 5/7                      |
| TD                                     | 5                        | 7                        |
| Field Goals                            | 1                        | 0                        |
| Sacks (Nombre-Yards perdus)            | 0/0                      | 2/9 yards perdus         |
| Fumbles (Nombre/Perdus)                | 2/1                      | 1/0                      |
| Pénalités (Nombre/Yards perdus)        | 5 pour 34 yards perdus   | 11 pour 117 yards perdus |
| Temps de possession                    | 22:54                    | 37:06                    |

| Meilleur Joueur (MVP) | Meilleur Joueur (MVP) | Meilleur Joueur (MVP) |
| --------------------- | --------------------- | --------------------- |
| Nom                   | Équipe                | Poste                 |
| Johnny Jefferson      | Bears de Baylor       | RB                    |

| Statistiques Individuelles | Statistiques Individuelles | Statistiques Individuelles                              |
| -------------------------- | -------------------------- | ------------------------------------------------------- |
| Quaterbacks                |                            |                                                         |
| NCU                        | Marquise Williams          | 22/36, 1 Int., 243 yards, 3 TDs, 2 sacks subis          |
| BU                         | Johnson,Chris              | 7/12, 1 Int., 82 yards, 0 TD, 0 sack subi               |
| Meilleurs Coureurs         |                            |                                                         |
| NCU                        | Elijah Hood                | 13 courses pour 118 yards, 0 TD                         |
| BU                         | Jefferson,Johnny           | 23 courses pour 299 yards, 3 TDs                        |
| Meilleurs Receveurs        |                            |                                                         |
| NCU                        | Quinshad Davis             | 6 réceptions pour 60 yards                              |
| BU                         | Cannon,KD                  | 4 réceptions pour 40 yards                              |
| Meilleurs Tackleurs        |                            |                                                         |
| NCU                        | Donnie Miles               | 11 tacles en solo et 11 assistes                        |
| BU                         | Edwards,Aiavion            | 9 tacles en solo et 8 ssistes, 1 sack et 1 fumble forcé |